# Elitegroup Computer Systems
Elitegroup Computer Systems  Co., Ltd. (ECS) er en taiwansk producent af computerhardware, der kendes for deres motherboards. Virksomheden har hovedkvarter i Taipei og blev etableret i 1987.